# Gmina Ernestinovo
Gmina Ernestinovo (chorw. Općina Ernestinovo) – gmina w Chorwacji, w żupanii osijecko-barańskiej.

## Miejscowości i liczba mieszkańców (2011)
- Divoš – 63
- Ernestinovo – 1047
- Laslovo – 1079